# 拟锚豹蛛
拟锚豹蛛（學名：Pardosa subanchoroides）为狼蛛科豹蛛属的动物。在中国大陆，分布于陕西等地。该物种的模式产地在陕西。